# 14555 Shinohara
14555 Shinohara è un asteroide della fascia principale. Scoperto nel 1997, presenta un'orbita caratterizzata da un semiasse maggiore pari a 3,0716240 UA e da un'eccentricità di 0,0956125, inclinata di 9,21112° rispetto all'eclittica.